# ركن السيارات

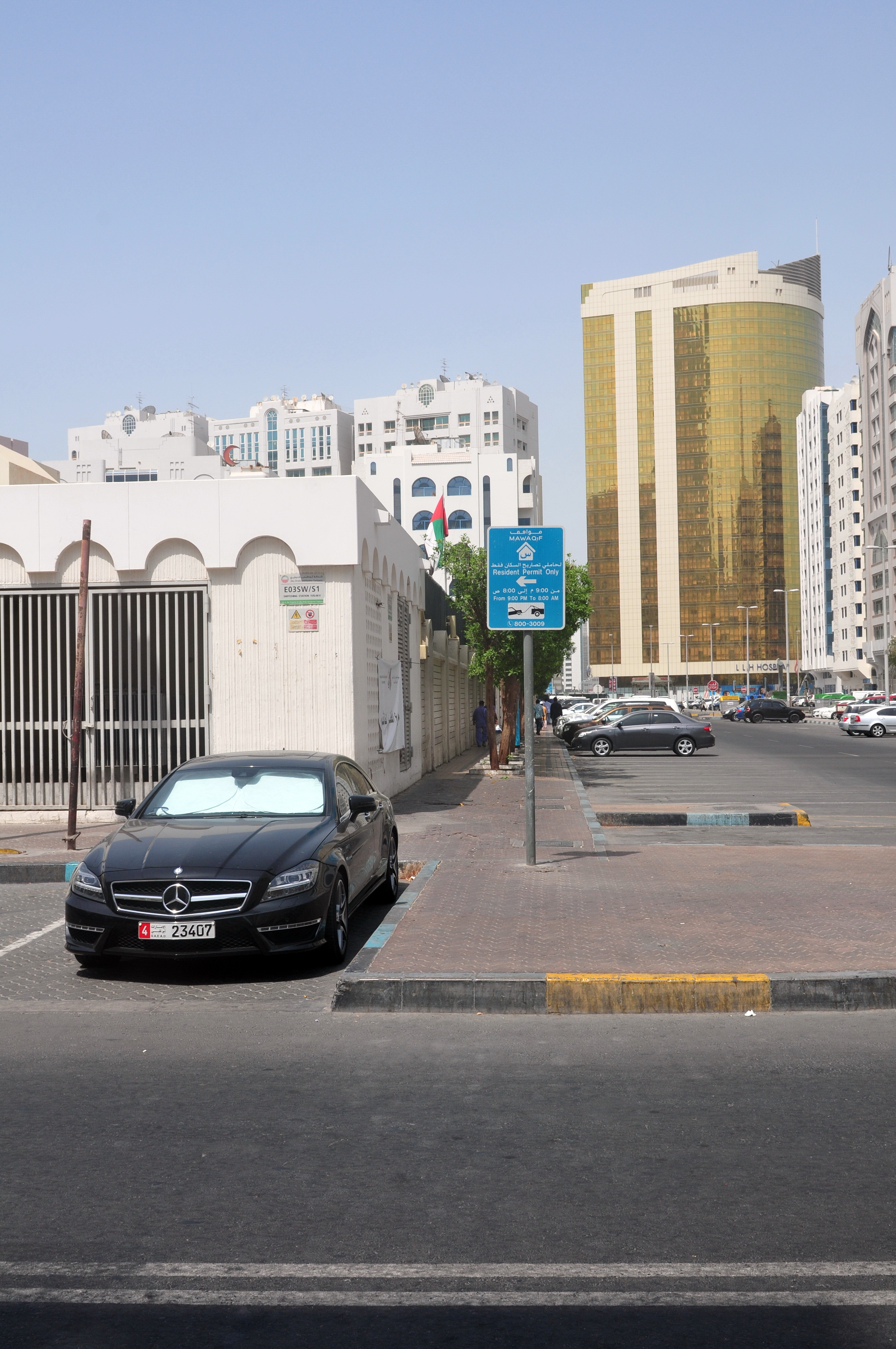
لافتة تشرح نظام بعض مواقف أبي ظبي

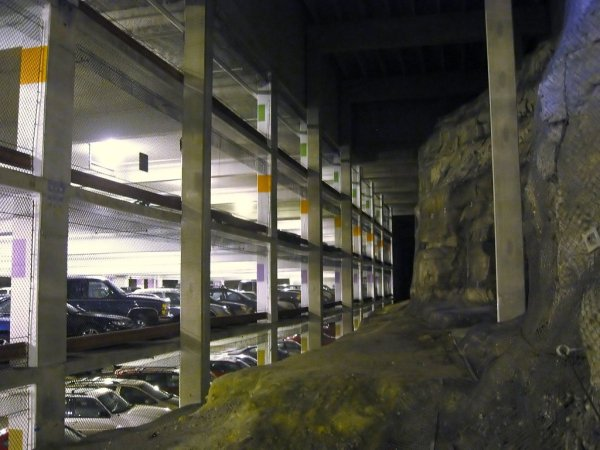
جراج انتظار للسيارات تحت الأرض في جامعة مينيسوتا.

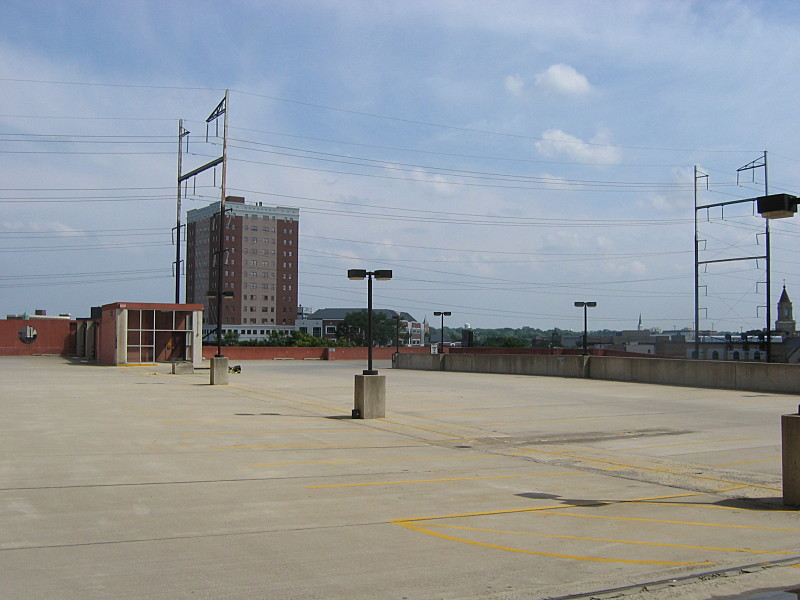
الطابق العلوي من جراج انتظار للسيارات متعدد الطوابق في جامعة روتجرز في ولاية نيو جيرسي.

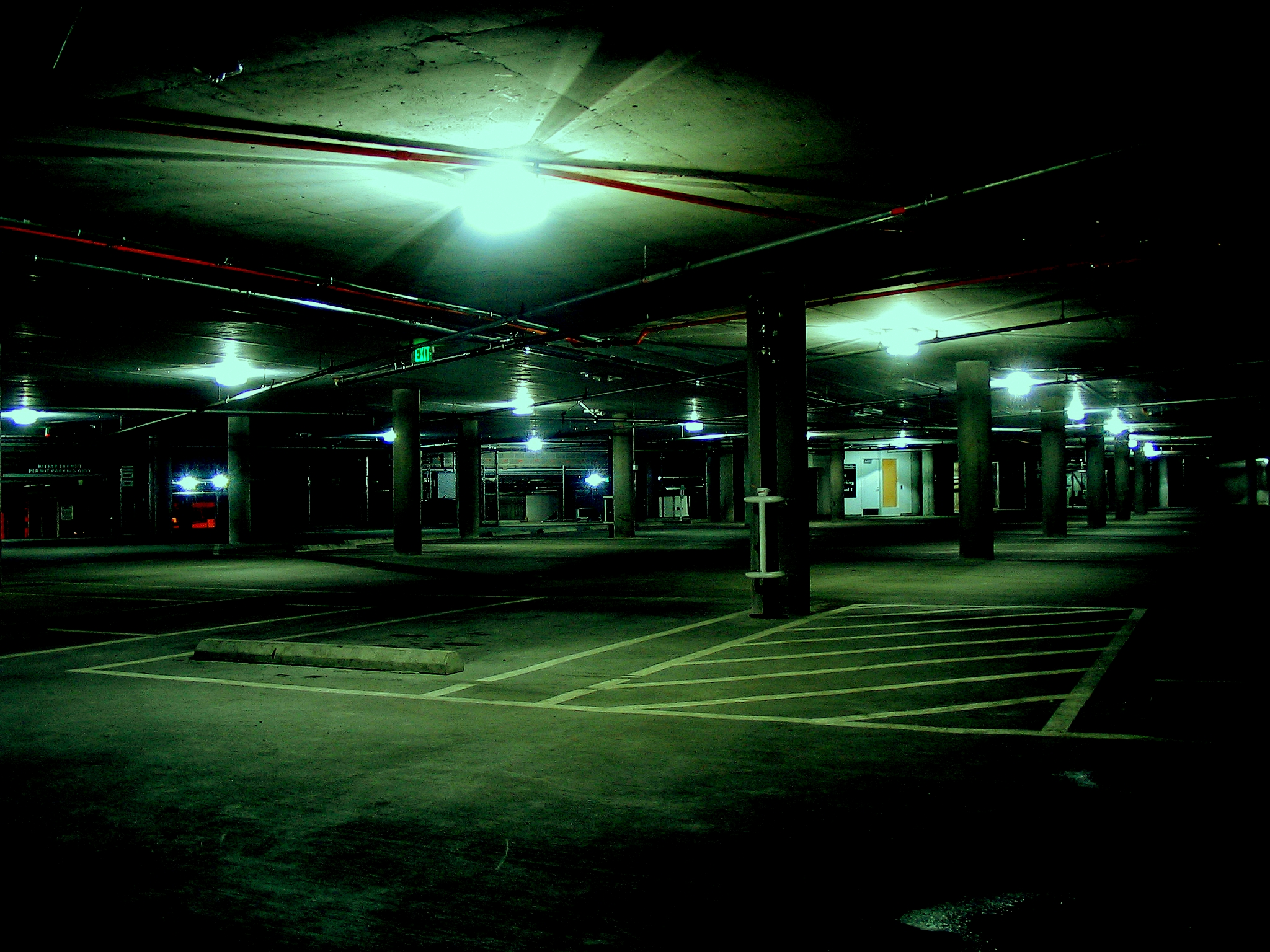
داخل جراج لانتظار السيارات مضاء بإضاءة خضراء اللون.

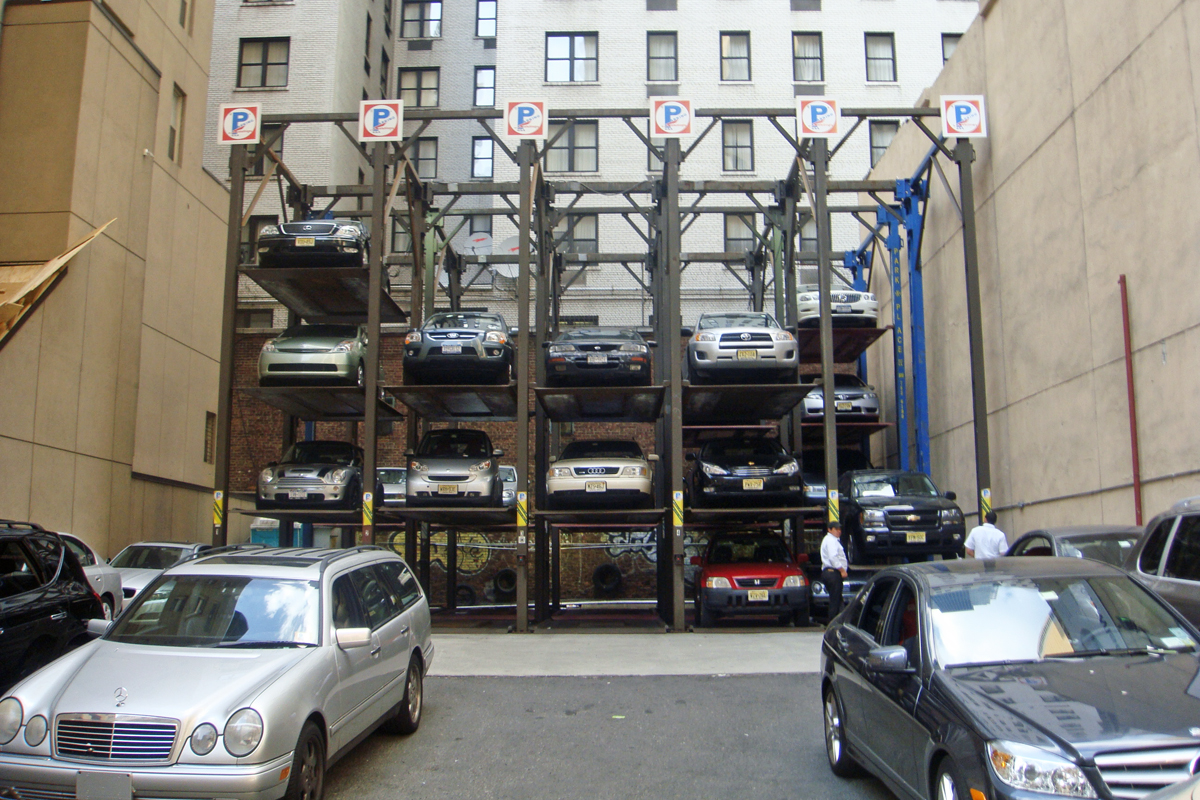
مكان مخصص لانتظار السيارات في مدينة نيويورك ذو سعة كبيرة من خلال موقف انتظار مكدس متعدد المستويات يتم فيه استخدام مصاعد ميكانيكية.

التَّبْرِيك أو ركن السيارات هو الفعل الذي يتضمن ركن مركبة وتركها خالية لوقت طويل نسبيًا. وعادة ما تتوفر إمكانية ركن السيارات على كلا جانبي الطريق، وإن كانت هذه العملية تخضع في أغلب الأحيان لقيود. ويتم إنشاء مرافق ركن السيارات مع معظم المباني لتسهيل قدوم ومغادرة مستخدمي الأبنية.

## مرافق ركن السيارات

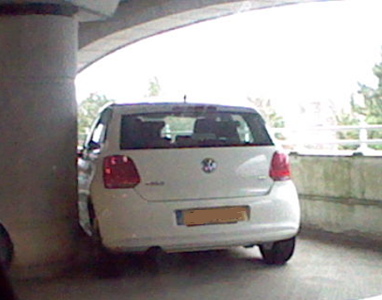
سيارة متوقفة بشكل غير قانوني بين سور وجدار في موقف سيارات في جرينهايث في المملكة المتحدة؛ فإذا كانت جميع المساحات مليئة بالسيارات، فقد يختار السائقون ركن السيارات بشكل غير قانوني.تشمل

مرافق انتظار السيارات داخل وخارج منشأة خاصة تتبع منزلا، وجانب الطريق والذي يتم تحديد مساحته بالأمتار أو يُخصص لهذا الاستخدام، وموقف السيارات، والمواقف متعددة الطوابق داخلية وخارجية، إلى جانب مرافق انتظار سيارات مشتركة تحت الأرض، ومرافق مخصصة لطرازات محددة من المركبات مثل الأبنية المخصصة لوقوف الدراجات.
في الولايات المتحدة، بعد افتتاح أول جراج انتظار  عام للمركبات في بوسطن في 24 مايو 1898، بدأت اسطبلات الخيول الموجودة في المراكز الحضرية بالتحول لتصبح مواقف للسيارات. وفي المدن الواقعة في شرق الولايات المتحدة، استمرت العديد من اسطبلات الخيول السابقة، والتي تشتمل على مصاعد للعربات، في العمل كمواقف للسيارات اليوم.
وتقدم المصطلحات التالية اختلافات إقليمية في هذا الخصوص. حيث تشير جميعها ما عدا سقيفة تظليل السيارات إلى مرافق انتظار سيارات خارجية متعددة المستويات. وفي بعض اللهجات المحلية، تشير أيضًا بعض هذه العبارات إلى المرافق الداخلية أو أحادية المستوى.
- منحدر وقوف السيارات (يُستخدم في بعض الأجزاء العلوية من الولايات المتحدة في الغرب الأوسط، وبخاصة مدينة منيابولس بولاية مينيسوتا، ولكن في بعض الأحيان تٌشاهد في مناطق شرقية مثل بوفالو (نيويورك)). وفي الأماكن الأخرى، يتم تطبيق مصطلح «منحدر وقوف السيارات» على المنحدرات بين طوابق موقف السيارات، لكن ليس على كامل المبنى.
- موقف سيارات متعدد الطوابق
- موقف سيارات (المملكة المتحدة وأيرلندا وهونغ كونغ وجنوب إفريقيا)
- مبنى موقف السيارات (غرب الولايات المتحدة.)
- موقف سيارات (كندا والولايات المتحدة الأمريكية، حيث لا يفرق هذا المصطلح بين موقف السيارات متعدد الطوابق الخارجي فوق الأرض وموقف السيارات الداخلي تحت الأرض.
- موقف السيارات (موقف سيارات مغطى فردي في الهواء الطلق)
- موقف دراجات (المملكة المتحدة وهونغ كونغ)
- موقف سيارات (كندا)

علاوة على اختلافات موقف السيارات الأساسي/مواقف السيارات، توجد أنواع مخدومة من مواقف السيارات. أنواع مواقف السيارات المخدومة الشائعة هي:
- ركن السيارة والركوب
- خدمة صف السيارات
- مواقف السيارات في المطار
- موقف سيارات تسليم السيارة لسائق
- موقف سيارات المطار

## أنظمة ركن السيارات

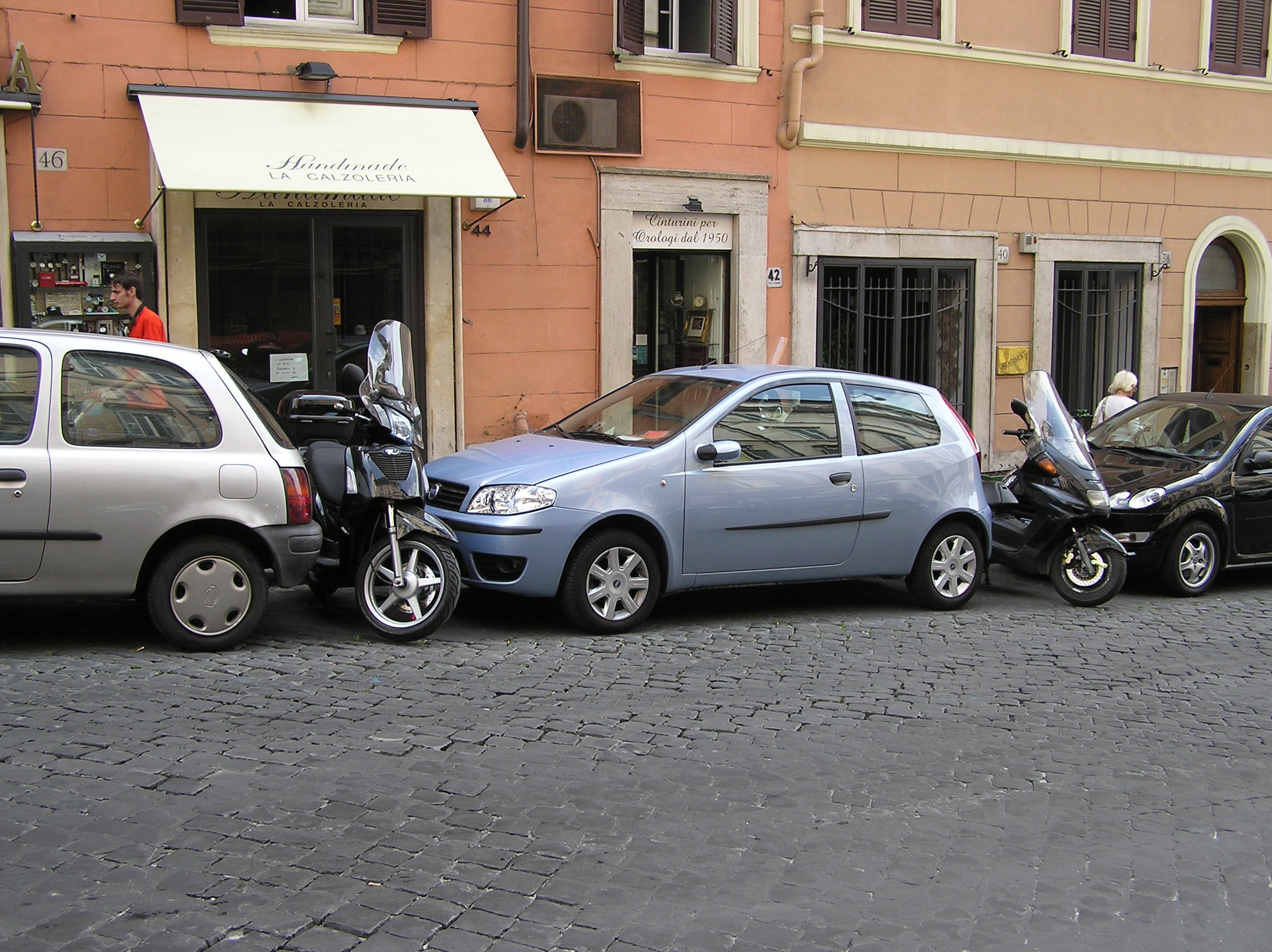
موقف سيارات فيمدينة روما، إيطاليا. على الرغم من أن السيارات تترك مساحة، إلا أن هذه المساحة سرعان ما تمتلئ بواسطة دراجة كهربائية أودراجة نارية مما يجعل الأمر شبه مستحيل للسيارات للتمكن من المغادرة.

بالنسبة لمعظم المركبات التي تعمل بالمحركات، هناك ثلاثة أنظمة لركن السيارات، اعتمادًا على ترتيب المركبات — وقوف السيارات الموازي ووقوف السيارات العمودي ووقوف السيارات بزاوية. هذه هي تكوينات الركن الذاتي للسيارات، حيث يكون سائق المركبة قادرًا على الوصول إلى موقف السيارات بشكل مستقل.

### وقوف السيارات الموازي
مع الوقوف الموازي للسيارات، تكون السيارات مرتبة في خط، حيث يكون الجزء الأمامي من سيارة مواجهًا للجزء الخلفي من سيارة مجاورة لها. ويتم القيام بذلك بشكل موازٍ رصيف، عندما يتم توفير واحد. الوقوف الموزاي للسيارات هو النظام الأكثر شيوعًا لوقوف السيارات في جانب الشارع. كما يمكن أن يستخدم في مواقف السيارات وأبنية مواقف السيارات، ولكن عادة يكون ذلك بديلاً لمواقف السيارات التي تستخدم الأنظمة الأخرى فقط.

### وقوف السيارات العمودي

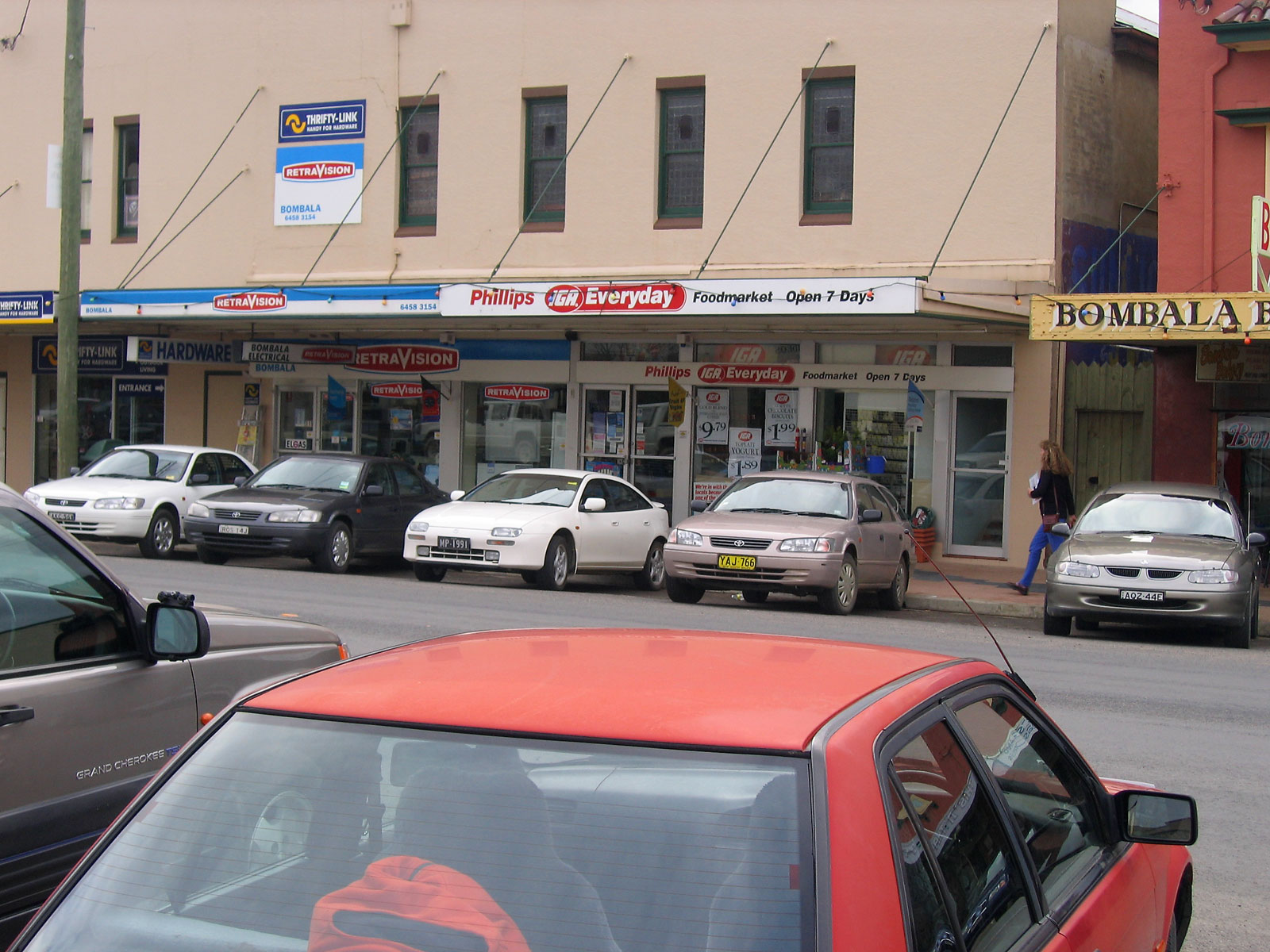
بومبالا(العمودي) الخلفي لركن السيارات.

عند استخدام وقوف السيارات العمودي، يتم ركن السيارات بجانب بعضها البعض، عمودية على ممر أو رصيف أو جدار. هذا النوع من وقوف السيارات أكثر استيعابًا من وقوف السيارات الموازي وبالتالي يُستخدم بشكل أكثر شيوعًا في مواقف السيارات وأبنية مواقف السيارات.
وغالبًا، في مواقف السيارات التي تستخدم وقوف السيارات العمودي قد يتم ترتيب صفين الوجه في الوجه مع وجود ممر في الوسط. وإذا كانت لا توجد سيارات أخرى عائقة، قد يستطيع السائق «الاجتياز» من خلال القيادة من خلال إحدى مساحات وقوف السيارات في المساحة الواصلة لتجنب السير في اتجاه عكسي في مساحة وقوف السيارات لدى عودتهم.
وفي بعض الأحيان، يتم وضع علامة على صف مفرد من وقوف السيارات العمودي في وسط الشارع. ويلغي هذا الترتيب عكس المناورة، ويُطلب من السيارات القيادة إلى الأمام ومن ثم القيادة إلى الخلف.

### وقوف السيارات بزاوية
يشبه وقوف السيارات بزاوية، الذي يُعرف بوقوف السيارات الزاوية في بريطانيا[بحاجة لمصدر]، وقوف السيارات الموازي لهذه المركبات، فيما عدا عندما تكون السيارات مرتبة بزاوية على الممر زاوية حادة مع اتجاه الزاوية). ويسمح الملف البسيط بوقوف أسهل وأسرع للسيارات ووجود ممرات أضيق، وبالتالي كثافة أعلى من وقوف السيارات العمودي. وعلى الرغم من أنه نظريًا تكون الممرات ذات اتجاه واحد، إلا أنها عمليًا، تكون واسعة بالقدر الكافي لتسمح بمرور سيارتين ببطء عندما يتوجه السائقون مرورًا بالممر في الاتجاه الخاطئ.
وقوف السيارات بزاوية شائع بدرجة كبيرة في مواقف السيارات. كما يمكن استخدامه في مواقف السيارات المتوافرة على جانب الشارع في الولايات المتحدة، عندما يتوافر المزيد من العرض لوقوف السيارات أكثر من الحاجة إلى وقوف السيارات الموازي، حيث إنه يخلق عددًا أكبر من مساحات مواقف السيارات. كثير من البلدان تستخدم وقوف السيارات بزاوية في الشارع (مقارنة بمرافق وقوف السيارات على جانب الشارع). وغالبًا ما يتم استخدام هذا في المناطق السكنية والبيع بالتجزئة ومختلطة الاستخدامات، حيث تكون هناك رغبة في مزيد من مواقف السيارات مقارنة بموقف السيارات الموازي وتكون الازدحامات المرورية أقل. أغلب تصميمات مواقف السيارات بزاوية تكون في شكلرأسي، لكن هناك القليل من المدنسياتل وبورتلاند وبالتيمور، وإنديانابوليس هي أمثلة) لديها بعض مواقف السيارات الخلفية ذات الزاوية (عادة على التلال أو الشوارع ذات الازدحام المروري القليل).
يُعتبر وقوف السيارات بزاوية خطيرًا من قبل منظمات الدراجات وخاصة في التكوينالرأسي، لكنه مُرحب به في الأشكال الأخرى. عند مقارنته بوقوف السيارات بزاوية:
1. هناك خطورة ملحوظة على قائدي الدراجات عندما يقوم قائدو المركبات بالرجوع إلى الخلف، حيث تكون الدراجات القريبة هي النقطة العمياء بالنسبة للمركبات التي ترجع إلى الخلف أو تأخذ دورانًا.[2]
2. المركبات الطويلة التي تتجاوز الطريق بشكل أكبر، فقد يؤدي هذا إلى تشكيل خطورة أو تهديد على مستخدمي الطريق الآخرين،
3. كما يمكن استخدام مساحة الشارع «الإضافية» أن توفر موقف سيارات زاوية كحارات للدراجات.

وبالتالي، عادة ما تعرض المنظمات مثل سيكلستس تورنغ كلوب (Cyclists Touring Club) خطط وقوف السيارات بزاوية، على الرغم من وجود بعض البدائل، مثل وقوف السيارات بزاوية «عكسية» (مائلة بالطريقة «الخاطئة» مع رجوع السائق للخلف في المساحة، بدلاً من الرجوع إلى الخلف للخروج)، وهو ما يمكن أن يقاوم العديد من قضايا السلامة.

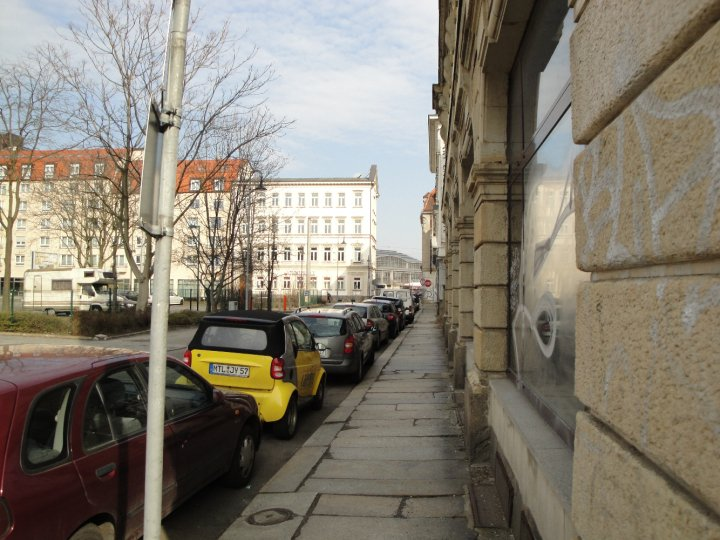
مركبات تقف على جانب شارع في مدينة ليبزيج (Leipzig)بألمانيا

.

### طرق أخرى لوقوف السيارات
إلى جانب الأنظمة الأساسية لوقوف المركبات التي تعمل بالمحرك، هناك أمثلة حيث يتوافر نهج مخصص  لترتيب المركبات التي تعمل بالمحرك أكثر مناسبة. على سبيل المثال، في أجزاء من بعض المدن الكبيرة، مثل شيكاغو، حيث إن الأرض باهظة وبالتالي فإن مساحة وقوف السيارات غالية للغاية، وتتوافر مواقف السيارات للمركبات التي تعمل بالمحركات، حيث يترك السائق المفاتيح مع شخص مسؤول والذي يقوم بترتيب المركبات لزيادة عدد المركبات التي يمكن ركنها في موقف السيارات. فقد يتم تعبئة خمس سيارات بعمق في تجمعات من وقوف السيارات العمودية و/أو الموازية مع وجود ممرات دائرية محدودة للمسؤول عن ركن السيارات. وتُعرف مثل هذه الترتيباتبالمسؤول عن وقوف السيارات. عندما يتوافر موقف أو منشأة لخدمة عملاء عمل ما، فإنه يُعد خدمة صف السيارات.
غالبا ما تكون مواقف السيارات الموجودة داخل المدينة مؤقتة، فالمشغلون الذين يؤجرون الأراضي الشاغرة يعلقون تشييد مباني المكاتب الجديدة. وقد تم تجهيز بعض مواقف السيارات داخل المدينة بمصاعد فردية، مما يوفر إمكانية تخزين السيارات فوق بعضها البعض.
وثمةترتيب مخصص آخر هو وقوف السيارات جبنًا إلى جنب. ويتم القيام بذلك في بعض الأحيان مع مواقف السيارات السكنية، حيث يتم ركن سيارتين خلف بعضهما البعض في موقف سيارات. لا تتوفر للسيارة الأولى إمكانية الدخول بشكل مستقل، ويجب على السيارة الثانية الحركة لتوفير إمكانية الدخول. وكما هو الحال مع وقوف السيارات مع مسؤول، فإن الغرض هو زيادة عدد السيارات التي يمكن أن تقف في مساحة محدودة.

## اقتصاديات ركن السيارات

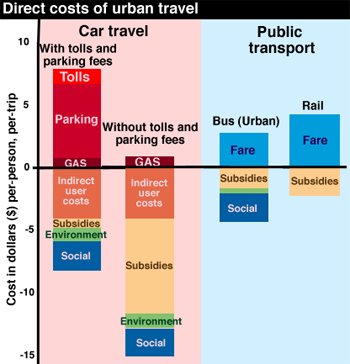
يلعب سعر السيارة دورًا رئيسيًا في خيارات النقل (الولايات المتحدة، 1999 دولارًا أمريكيًا). القيمة المذكورة أعلاه تمثل تكلفة الرحلة بعيدًا عن المصاريف العادية لكل نظام من أنظمة النقل، أما القيمة المذكورة أدناه فهي الحسابات الجانبية والتأثير البيئي والتكاليف الاجتماعية وغير المباشرة.

في المناطق الحضرية المزدحمة، فإن ركن السيارات مضيع للوقت وغالٍ في بعض الأحيان. يجب على المخططين الحضريين التفكير في إمكانية وكيفية أو إدارة المتطلبات الخاصة بالعدد الكبير المحتمل للسيارات في المناطق الجغرافية الصغيرة. فعادة ما تضع السلطات الحد الأدنى، أو نادرًا الحد الأقصى، من عدد مساحات مواقف السيارات للمناطق السكنية الجديدة والتطورات التجارية وقد تخطط لموقعها وتوزيعها للتأثير على راحتها وإمكانية الوصول إليها. تكاليف أو إعانات مواقف السيارات هذه من الممكن أن تصبح نقطة ساخنة في السياسة المحلية. على سبيل المثال، في عام 2006 فكرمجلس المشرفين التابع لسان فرانسيسكو (San Francisco) في وضع خطة لتقسيم المناطق للحد من عدد مساحات مواقف السيارات في التطورات السكنية الجديدة.
في الرسم البياني الظاهر في الناحية اليمنى تظهر القيمة المذكورة أعلاه تمثل تكلفة الرحلة بعيدًا عن المصاريف العادية لكل شخص في كل نظام من أنظمة النقل، أما القيمة المذكورة أدناه فهي الحسابات الجانبية والتأثير البيئي والتكاليف الاجتماعية وغير المباشرة. عندما تحتسب المدن أسعار سوق على مواقف السيارات المتوفرة في الشارع ومرآب البلدية للسيارات، وعندما يتم تطبيق رسوم على الجسور والأنفاق مقابل هذه الأنظمة، فالقيادة ستصبح أقل تنافسية فيما يتعلق بالتكاليف الزائدة أكثر من أنظمة النقل الأخرى. عندما تقل قيمة مواقف سيارات البلدية ويتم تطبيق رسوم على الطرق، فإن النقص في النفقات الضريبية من قبل السائقين، من خلال ضريبة الغاز وغيرها من مبالغ الضرائب، يصل إلى إعانة كبيرة جدًا لاستخدام السيارات. ويقلل حجم هذه الإعانة الخاصة بالسيارات من الإعانات الاتحادية وحكومات الولايات والمحلية لصيانة البنية التحتية وتطبيق أسعار مخفضة للنقل العام.

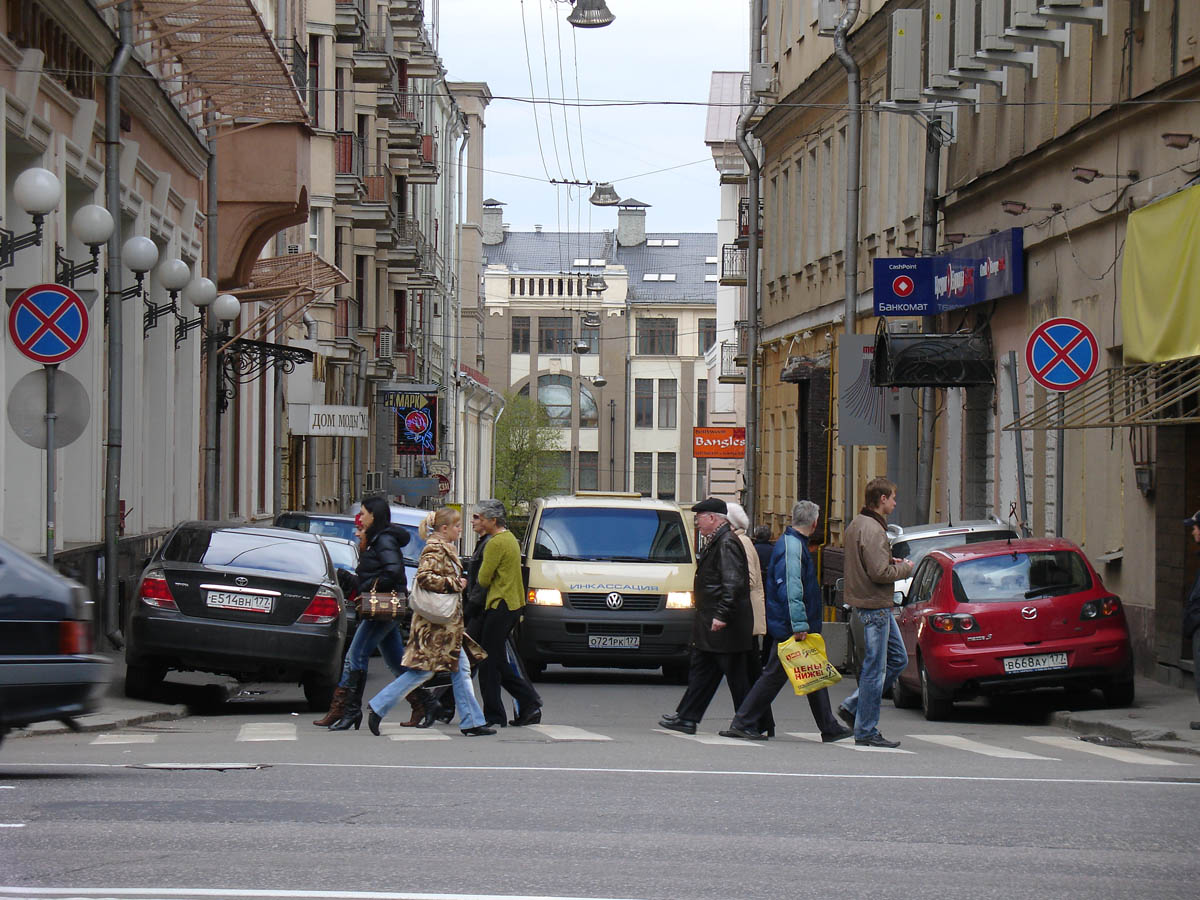
سيارات متوقفة على جانب الطريق في موسكو.بما

 أن مواقف السيارات تُعد سلعة نادرة وقد قام المالكون بإعداد ترتيبات مناسبة لمواقف السيارات الخاصة بهم فإن وقوف السيارات المخصص الزائد عن الحد عادة ما يحدث على طول أقسام الطريق حيث لا توجد خطة موضوعة من قبل سلطة البلدية لتخصيص مساحة في الطريق للسيارات بشكل رسمي. ويدور الخطاب الاجتماعي الساخن في بعض الأحيان حول الإحساس «بالملكية» التي تنشأ بين الأفراد والذي يعرض سلوك وقوف السيارات الزائد عن الحد. على سبيل المثال، خلال شتاء 2005 في بوسطن، فإن الممارسة الخاصة ببعض الأشخاص الذين يوفرون امتداد طريق مناسب لأنفسهم أصبح أمرًا مثيرًا للجدل. في هذا الوقت، كان لدى العديد من مناطق مدينة بوسطن تقليد أنه إذا قام أحد الأشخاص بإزالة الجليد من الطريق، فإن هذا الشخص قد يدعي ملكية هذه المساحة مع خلال وضع علامة (على سبيل المثال كرسي أو مخروط برتقالي اللون) في المساحة. ومع ذلك، فإن حكومة المدينة دافعت عن هذه العادة وأزالت العلامات من المساحات. في الواقع، مواقف السيارات في بوسطن عبارة عن سلعة نادرة، حيث إنه في عام 2009 كان موقف السيارات الفردي في حي باك باي (Back Bay) يُباع مقابل 300000 دولار أمريكي.
في كثير من الأحيان، تنتج المهرجانات والفعاليات الرياضية صناعة هائلة من وقوف السيارات. فعادة ما يجمع أصحاب المنازل والمدارس والشركات مزيدًا من المال من خلال فرض سعر ثابت كرسوم لركن السيارات طوال اليوم خلال فترة الأحداث. في بعض البلدان، مثل هذه الصناعات المنزلية أصبحت تجارة واسعة النطاق. وتُقدر صناعة وقوف السيارات الخاصة بمطار المملكة المتحدة في الوقت الحالي بـ1.3 مليار جنية استرليني في العام.
وفقًا للمعهد الدولي لوقوف السيارات "وقوف السيارات هي صناعة الـ25 مليار دولار وتلعب دورًا رئيسيًا في النقل وبناء التصميم ونوعية الحياة والقضايا البيئية"
تفرض بعض المطارات رسومًا إضافية على وقوف السيارات من وقوف الطائرات.
يُعد مراقبة وقوف السيارات في المقام الأول قضية في البلدان ذات الكثافة السكانية العالية نسبيًا والبلدان المتقدمة نسبيًا، حيث يجعل موقف العرض/الطلب لمواقف السيارات من مرافق وقوف السيارات أمرًا عزيزًا وصعبًا.
في المواقع الحضرية تكون مراقبة السيارات من خلال اختصاصيين مناسبين وشركات متخصصة في تطوير هذا الموضوع.
تأخد قيود ركن السيارات شكل:
A.	مراقبة ركن السيارات العام
B.	مراقبة ركن السيارات الخاص
تُعد الحكومة المحلية هي المحرك الأساسي في وقوف السيارات العام في مقابل الحكومة المركزية. وينصب التركيز على تقييد مرافق وقوف السيارات في الشارع وفي الحقيقة فإن الدخول التي تنتج عن رسوم وغرامات ركن السيارات في كثير من الأحيان تكون مصادر دخل أساسية للحكومة المحلية في أمريكا الشمالية وأوروبا.
عادة، فإن الاتصال بشأن حالة الطريق للوقوف يأخذ شكل ملاحظات، على سبيل المثال، ثابت على جدار قريب و/أو علامات الطريق. ولعل جزءًا من المتطلبات الخاصة بالنجاح في اختبار القيادة في بعض البلدان هو القدرة الواضحة على فهم علامات ركن السيارات.
وفي كثير من الأحيان، يتعين على قائدي السيارات الذين يقفون في الشارع في المدن الكبيرة الدفع مقابل وقت تواجد السيارة في الموقع. ويتم تطبيق غرامات على تجاوز الوقت المحدد للوقوف. وفي كثير من الأحيان، يُطلب من قائد السيارة عرض ملصق تحت الزجاج الأمامي للسيارة يشير إلى أنه دفع الرسوم الخاصة باستخدام موقف السيارات لمدة مخصصة من الوقت.
تشمل مراقبة وقوف السيارات الخاص كلاً من المنشآت السكنية والشركات. يستخدم مالكو المنشآت الخاصة علامات مبدئية تشير إلى أن مرافق وقوف السيارات مقيدة على فئات محددة من الأشخاص مثل المالكين أنفسهم وضيوفهم والسيارات التابعة لموظفي شركة ما ومقاوليها المسموح بهم فقط.
وقد أثبت الوقت والتجربة أن فرض قيود ببساطة على وقوف السيارات ووجود رادع عملي أمر ضروري.
فالردع من الممكن أن يأخذ أشكالاً مادية مثل عدم التمكن من تحريك السيارة والذي يتم التعبير عنه من خلال وضع مشابك على العجلة وأشكال غير مادية من خلال زيادة رسوم وقوف السيارات على أصحاب المركبات المسجلة.
وقد ابتكرت شركة فلاش بارك (Flashpark) البريطانية مراقبة غير مادية لوقوف السيارات والتي تتضمن فرض رسوم على صاحب السيارة بالنيابة عن صاحب المنشأة من خلال الاستفادة من شبكة الإنترنت والتصوير الرقمي. من المحتمل أن تنتشر هذه الطريقة وتصبح سائدة في جميع أنحاء العالم.
في كل من القطاعين العام والخاص، فالطرق المادية وفيرة وتشمل: علامات منع وقوف السيارات وأعمدة منع وقوف السيارات التي تتنوع بين الأفقي والعمودي والمدخل والمخرج المزود ببوابة والرسوم التي يتم تحديدها على أساس الوقت مقابل الاستفادة من المساحة مع دفع نفس الرسوم في حالة الخروج أو البوابات الإلكترونية. وهذا الموضوع قيد التوسع.

### أداء وقوف السيارات
ناقش دونالد شوب (Donald C. Shoup) في عام 2005 في كتابه التكلفة العالية لوقوف السيارات الحر ضد الاستهلاك الكبير للأرض وغيرها من الموارد في المناطق الحضرية وشبه الحضرية في مواقف سيارات المركبات. وقد اشتهر عمل شوب جنبًا إلى جنب مع سعر السوق لوقوف السيارات وأداء مواقف السيارات، حيث أدى كلاهما إلى رفع وخفض سعر مواقف سيارات الشارع محددة الأمتار مع هدف الحد من البحث عن موقف للسيارات والوقوف المزدوج بدون فرض رسوم إضافية على وقوف السيارات.
يعتمد أداء وقوف السيارات أو وقوف السيارات متغير السعر على أفكار دكتور شوب. تُستخدم أمتار وقوف السيارات الإلكترونية بحيث تكون مساحات وقوف السيارات في مواقع مرغوب فيها وأوقات مرغوب فيها أغلى من المواقع غير المرغوب فيها. تشمل الاختلافات الأخرى الأسعار المتزايدة اعتمادًا على مدة وقوف السيارات. وتستخدم الأفكار الأكثر حداثة أجهزة الاستشعار وأمتار وقوف السيارات المتصلة بشبكة الإنترنت والتي «تزيد» (أو تقلل) سعر وقوف السيارات تلقائيًا مع هدف الحفاظ على 85–90% من المساحات مستخدمة في أي وقت لضمان توافر دائم لموقف السيارات. وقد تم تنفيذ هذه الأفكار فيمدينة ريد وود بولاية كاليفورنيا ويجري تطبيقها فيسان فرانسيسكو ولوس أنجليس.

## وقوف السيارات الهامشي
وقوف السيارات الهامشي هو عبارة عن منطقة مخصصة لوقوف السيارات عادة خارج حي الأعمال المركزي وفي كثير من الأحيان يستخدمه قاطنو المناطق شبه الحضرية للعمل أو التسوق في وسط المدينة.

### جيل وقوف السيارات
جيل وقوف السيارات هو عبارة عن وثيقة أصدرها معهد مهندسي النقل (ITE) والتي تقوم بتجميع مجموعة واسعة من ملاحظات الطلب على مواقف السيارات معظمها من الولايات المتحدة. وهي تقوم بتلخيص كم وقوف السيارات الذي تم ملاحظته مع العديد من استخدامات الأرض في أوقات مختلفة من اليوم/الأسبوع/الشهر/السنة وتشمل قمة الطلب على مواقف السيارات. على الرغم من مهاجمة بعض المخططين لنقص البيانات الخاصة بالمواقع الحضرية، إلا أنه يمثل أكبر تجميع فردي للبيانات الخاصة بالطلب الفعلي على مواقف السيارات والمتعلق باستخدام الأرض. يمكن لأي شخص تقديم بيانات خاصة بالطلب على مواقف السيارات لإدراجها. يتم تحديث التقرير كل 5 إلى 10 سنوات تقريبًا.

## في الثقافة الشعبية
- أغنيةسيارة الأجرة الصفراء الكبيرة، كتبها وقام بأدائها في الأصل جوني ميتشل (Joni Mitchell)، وتشمل الشطر «لقد قاموا بتمهيد الجنة وقاموا بعمل موقف للسيارات.»
- أغنية الرؤوس المتكلمة (لا شيء إلا) الأزهار ينعي، «بمجرد وجود مواقف للسيارات. الآن، إنها واحةهادئة.»
- تشمل الاحتكار وهي لعبة لوحات مساحة يُطلق عليهاموقف سيارات مجاني. بموجب قاعدة المنزل المشترك، ، فإن اللاعب الذي يقف على هذه المساحة يفوزالكنز والذي يتكون من مجموعة من الغرامات والضرائب والتي يتم وضعها في وسط اللوحة (بدلاً من الحاجة إلى الدفع إلى موظف بنك، لأنها بموجب القواعد الرسمية). أصدرت شركة باركر براذرز (Parker Brothers) لعبة أوراق تحمل اسم الاسم نفسه كنوع من أنواع الدوران خارج هذه المساحة.
- لغة دارجة في النشاط الجنسي في الأماكن العامة.مستمدة من الظاهرة الثقافية «وقوف السيارات» كما هو مبين في العديد من العروض والأفلام في الخمسينيات والستينيات والسبعينيات من القرن العشرين.
- في حلقة من حلقات سينفيلد (Seinfeld) بعنوان مساحة وقوف السيارات, قال جورج كوستانسا (George Costanza «أنت لم تفهم». مرآب[موقف] للسيارات يمكنني سحبه حتى هناك فإنه يشبه الذهاب إلى عاهرة. لماذا يتعين علي أن أدفع، وأنا إذا طبقته بنفسي، فربما أحصل عليه مجانًا؟

## وصلات خارجية
- International Parking Institute